# Херманесс
Мыс Херманесс (англ. Hermaness) — крайняя северная точка острова Анст в архипелаге Шетландских островов.

## География
Представляет собой полуостров размерами пять на два километра вытянутый в направлении с севера на юг. К северу от мыса — острова Макл-Флагга и Аут-Стак. Через мыс проходит граница между Северным морем и Атлантическим океаном.

## Заповедник
Национальный природный заповедник Херманесс находится под управлением общества «Scottish Natural Heritage». Охраной природы на месте нынешнего заповедника впервые занялся в 1831 году шотландский учёный Лоренс Эдмондстон. Под охраной в заповеднике три вида морских птиц. Большой поморник (Catharacta skua) — 630 пар, 4,6% мировой популяции. Северная олуша (Morus bassanus) — 12 000 пар, 4,6% североатлантической популяции. Тупик (Fratercula arctica) — 25 400 пар, 2,8% популяции.